# Common Power Format
El Si2 Common Power Format o CPF és un format de fitxer per especificar tècniques d'estalvi d'energia al principi del procés de disseny. En el disseny de circuits integrats, l'estalvi d'energia és un objectiu principal, i els dissenyadors es veuen obligats a utilitzar tècniques sofisticades com ara el senyal de rellotge, la lògica multivoltatge i apagar completament l'alimentació als blocs inactius. Aquestes tècniques requereixen una implementació coherent en els passos de disseny de disseny lògic, implementació i verificació. Per exemple, si s'utilitzen diverses fonts d'alimentació diferents, aleshores la síntesi lògica ha d'inserir canviadors de nivell, el lloc i la ruta han de tractar-los correctament, i altres eines com l'anàlisi de temporització estàtica i la verificació formal han d'entendre aquests components. A mesura que l'energia es va convertir en una preocupació cada cop més urgent, cada eina va afegir de manera independent les característiques necessàries. Tot i que això va permetre crear fluxos de baix consum, va ser difícil i propens a errors, ja que la mateixa informació s'havia d'especificar diverses vegades, en diversos formats, a moltes eines diferents. CPF es va crear com un format comú que moltes eines poden utilitzar per especificar dades específiques d'energia, de manera que la intenció de poder només s'ha d'introduir una vegada i totes les eines poden utilitzar-la de manera coherent. L'objectiu de CPF és donar suport a una infraestructura de disseny automatitzada i conscient de l'energia.
Associada a CPF hi ha Power Forward Initiative (PFI), un grup d'empreses que col·laboren per impulsar una metodologia de disseny de baix consum i que han contribuït al desenvolupament de l'especificació CPF v1.0. La pertinença a PFI abasta EDA, IP, biblioteques, fàbriques de foneria, ASIC, IDM i empreses d'equips. El març de 2007, CPF v1.0 va ser aportat a la Silicon Integration Initiative (Si2) on va ser ratificat per la Low Power Coalition (LPC) de Si2 com a estàndard Si2. L'LPC controla l'evolució contínua de l'estàndard CPF v1.0.

## Continguts
Construccions que expressen dominis d'alimentació i les seves fonts d'alimentació:
- Disseny lògic: els mòduls jeràrquics es poden especificar com a pertanyents a dominis específics d'alimentació.
- Disseny físic: es poden especificar xarxes explícites d'alimentació/terra i connectivitat per cèl·lula o bloc.
- Anàlisi: diferents dades de la biblioteca de temporització per als casos en què la mateixa cèl·lula s'utilitza en diferents dominis de potència.

Lògica de control de potència
- Especificació de la lògica de canvi de nivell: es necessiten cèl·lules especials quan els senyals travessen entre blocs de diferent tensió d'alimentació.
- Especificació de la lògica d'aïllament: quina lògica especial es necessita per als senyals que travessen entre blocs que es poden alimentar i baixar de manera independent.
- Especificació de la lògica de retenció d'estat: quan els blocs estan completament apagats, com es conserva l'estat?
- Especificació de la lògica de l'interruptor i els senyals de control: com s'encenen i apaguen els blocs?

Definició i verificació dels modes d'alimentació (standby, sleep, etc.)
- Definicions de mode.
- Expressions de transició de mode.[4]